# Монастырь Святого Николая Чудотворца (Форт-Майерс-Бич)
Монастырь святого Николая Чудотворца (англ. Saint Nicholas monastery) — мужской монастырь Славянского викариатства Американской архиепископии Константинопольской православной церкви, расположенный в городе Норт-Форт-Майерс (штат Флорида).
Является самым старым православным монастырем во Флориде.

## История
Свято-Николаевский монастырь в Форт-Майерсе был основан в 1978 году, по благословению Первоиерарха Русской Православной Церкви Заграницей митрополита Филарета (Вознесенского). Труды по созданию и развитию обители были возложены на архимандрита Иоанна (Льюиса) — первого игумена монастыря, который управлял монастырем почти три десятилетия. В обители было построено ряд хозяйственных сооружений: деревообрабатывающий цех, мастерская по реставрации икон, церковный магазин, библиотека, пасека и др. За это время монастырь стал центром просветительской и социальной работы во Флориде.
В 2007 году, незадолго до смерти архимандрита Иоанна, монастырь оказался в тяжёлых условиях и был на грани исчезновения. Чтобы община не прекратила свое существование, отец Иоанн оставил её на попечение своей духовной воспитанницы матушки Андреи (Николз). С того момента мужская обитель стала женской. Игуменье Андрея удалось сохранить обитель в трудный период существования. В 2010 году был построен духовно-культурный центр, создана мемориальная библиотека архимандрита Иоанна с литературой на многих языках и др.
В январе-феврале 2010 года монастырь посетила добровольческая организация Восточно-Американской епархии «Volunteers in Mission» в связи с тем, что монастырь очень нуждался в ремонтах разного уровня сложности, от электронной установки до покраски и уборки территории. С 5 по 12 февраля 2012 года монастырь монастырь вновь посетили «Volunteers in Mission». К зданию трапезной была пристроена терраса.
В декабре 2016 года Первоиерарх Русской Православной Церкви Заграницей Митрополит Восточно-Американский и Нью-Йоркский Иларион (Капрал) назначил игуменом монастыря благочинного Флоридского округа архимандрита Александра, который отметил, что к тому моменту в монастыре подвизалось два послушника, и ещё несколько трудников приезжало помогать. 22 декабря 2016 года, во время архипастырского визита во Флориду, Митрополит Иларион вручил архимандриту Александру игуменский жезл.
24 февраля 2017 года митрополит Восточно-Американский и Нью-Йоркский Иларион совершил литургию в монастыре и совершил священническую и диаконскую хиротонии.
17 ноября 2018 года монастырь отметил 40-летие основания — торжества возглавил Первоиерарх РПЦЗ Митрополит Иларион
В 2019 году монастырь вместе с архимандритом Александром перешёл в Константинопольскую православную церковь.

## Святыни
В монастыре собрано наибольшее в Америке количество святынь — здесь хранятся части мощей более 600 святых. Это не только широко известные святые первых веков христианства или русские святые, но и малоизвестные святые неразделенной Церкви, жившие в Западной Европе.

## Настоятели
- Иоанн (Льюис), архимандрит (1978—2007)
- Андрея (Николз), игуменья (2007—2016)
- Александр (Беля)[вд], архимандрит (с 2016 года)